# Bodalo
Bodalo je hladno orožje za bodenje, praviloma z ravnim, na obeh straneh nabrušenim rezilom.

## Zgodovina bodala
Kot večina hladnega orožja tudi bodalo izvira iz prazgodovinskega orodja. Sprva so bila bodala narejena iz kamna ali kosti in so bila že od samega začetka namenjena ubijanju. Prva ohranjena bodala izvirajo iz 3. tisočletja pr. n. št., torej iz bronaste dobe. Bodalo je neposredni prednik meča, ki se razvije iz velikih bodal.

## Namen
Že od časa faraonov pa imajo bodala tudi pomembno vlogo pri ritualih in pri izkazovanju posebnih vojaških časti. Vse do danes predstavljajo bodala pomemben dodatek k paradnim uniformam. V boju sta ga po večini zamenjala bojni nož in bajonet.